# Omphalotus illudens
Omphalotus illudens, comúnmente conocido como el hongo Jack-o'lantern del este, es un hongo naranja grande que a menudo se encuentra en grupos en tocones en descomposición, raíces enterradas o en la base de árboles de madera dura en el este de América del Norte. Sus láminas a menudo exhiben una bioluminiscencia verde débil cuando están frescas. Este brillo verde se ha mencionado en varios artículos de revistas, que afirman que el fenómeno puede persistir hasta 40-50 horas después de que se haya recolectado el hongo. Se cree que esta exhibición sirve para atraer insectos a las láminas del hongo durante la noche, que luego pueden distribuir sus esporas en un área más amplia.
O. illudens a veces se confunde con rebozuelos comestibles, pero se puede distinguir por su apariencia más gruesa y carnosa, su tendencia a formar racimos grandes y sombreros claramente separados cuando es joven. A diferencia de los rebozuelos, el Jack-o'-lantern del este es venenosa para los humanos cuando se come, ya sea cruda o cocida, y generalmente causa vómitos, calambres y diarrea. Aunque alguna literatura más antigua afirma que el nombre es sinónimo de O. olearius, el análisis filogenético confirma que son especies distintas.

## Toxicidad
Los compuestos químicos venenosos iludina iludina M se aislaron de Omphalotus illudens. Además de sus efectos antibacterianos y antifúngicos, las iludinas parecen ser la causa de la toxicidad humana cuando estos hongos se comen crudos o cocidos. La muscarina también se ha implicado indirectamente en la toxicidad, pero se necesitan estudios modernos para demostrar su presencia en O. illudens.
El efecto citotóxico de la iludina es de interés para el tratamiento de algunos tipos de cáncer, pero la iludina en sí misma es demasiado venenosa para usarla directamente, por lo que primero debe modificarse químicamente. Dentro de las células humanas, la iludina S reacciona con el ADN y crea un tipo de daño en el ADN que bloquea la transcripción. Este bloqueo solo puede aliviarse mediante un sistema de reparación llamado reparación por escisión de nucleótidos. La célula no repara el daño en las áreas de ADN no transcritas. Esta propiedad fue explotada por la empresa MGI Pharma para desarrollar un derivado de iludina llamado irofulveno para su uso como tratamiento contra el cáncer. Su aplicación aún se encuentra en fase experimental.